# Junko Mine
Junko Mine (Japans: 峰 純子, Mine Junko) (circa 1950) is een Japanse jazzzangeres.

## Biografie
Junko Mine werkte vanaf de jaren 70 in de jazzscene van Tokio. In 1975 nam ze voor het platenlabel Trio Records haar debuutalbum A Child Is Born op, met jazzstandards als "My Funny Valentine", "I Can’t Give You Anything But Love“, "On the Sunny Side of the Street“ en "Here’s That Rainy Day“. Ze werd hierop begeleid door Amerikaanse gastmusici: Thad Jones, Walter Norris, George Mraz en Mel Lewis. In 1976 volgde opnieuw een plaat met standards, Pre Morning (Trio Records), met Sir Roland Hanna, George Mraz en Donald Bailey. In 1977 kwam een album uit met Barney Kessel (Junko and Barney - A Tribute to the Great Hollywood Stars, met Kunimitsu Inaba en Tetsujiro Obara). Ze trad, begeleid door Clifford Jordan, Norman Simmons, Lisle Atkinson en Al Harewood, op in de New Yorkse jazzclub Storyville. Ze maakte een bigband-plaat met Hidehiko Matsumoto (I Wish You Love, o.m. met Terumichi Yamada) en twee albums waarop pianist Hank Jones meespeelde, Once in the Evening (1979, met George Duvivier, Shelly Manne) en Jesse (1980, met Duvivier en Grady Tate).
Met Bill Perkins, Bill Reichenbach jr., Conte Candoli, Red Mitchell, Larry Bunker, Mundell Lowe en Lou Levy nam Mine in 1979 een album met Cole Porter-songs op (You’re the Top). In 1986 kwam haar laatste studioalbum uit, Love Me Tender, opgenomen met Sam Most, Hank Jones resp. Gene Harris, Ray Brown, Alan Dawson resp. Mickey Roker. In 1988 kwam een live-plaat uit, Junko Sings Ballads at Good Day Club (met Takenori Sawaki, Shubi Arima, Shigeharu Sasamoto en Kazuo Nakamichi). In de jazz was ze tussen 1975 en 1988 betrokken bij 13 opnamesessies.
Jazz Forum, het tijdschrift van de International Jazz Federation, noemde haar eind jaren 70 een van de belangrijkste jazzzangeressen van Japan, naast Martha Miyake.